# Amur-Weide

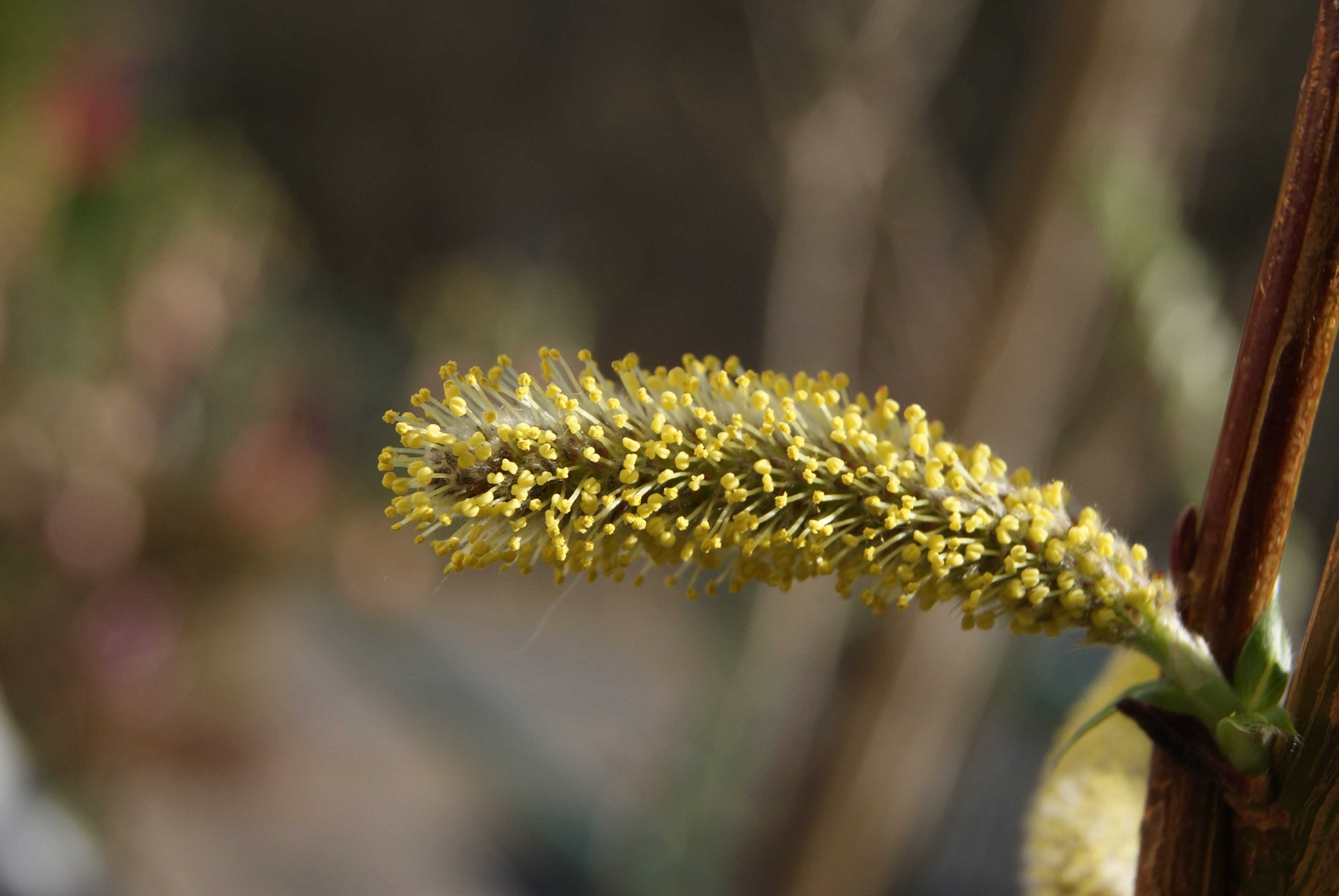
Blütenkätzchen der Drachenweide (Sorte Salix udensis 'Sekka')

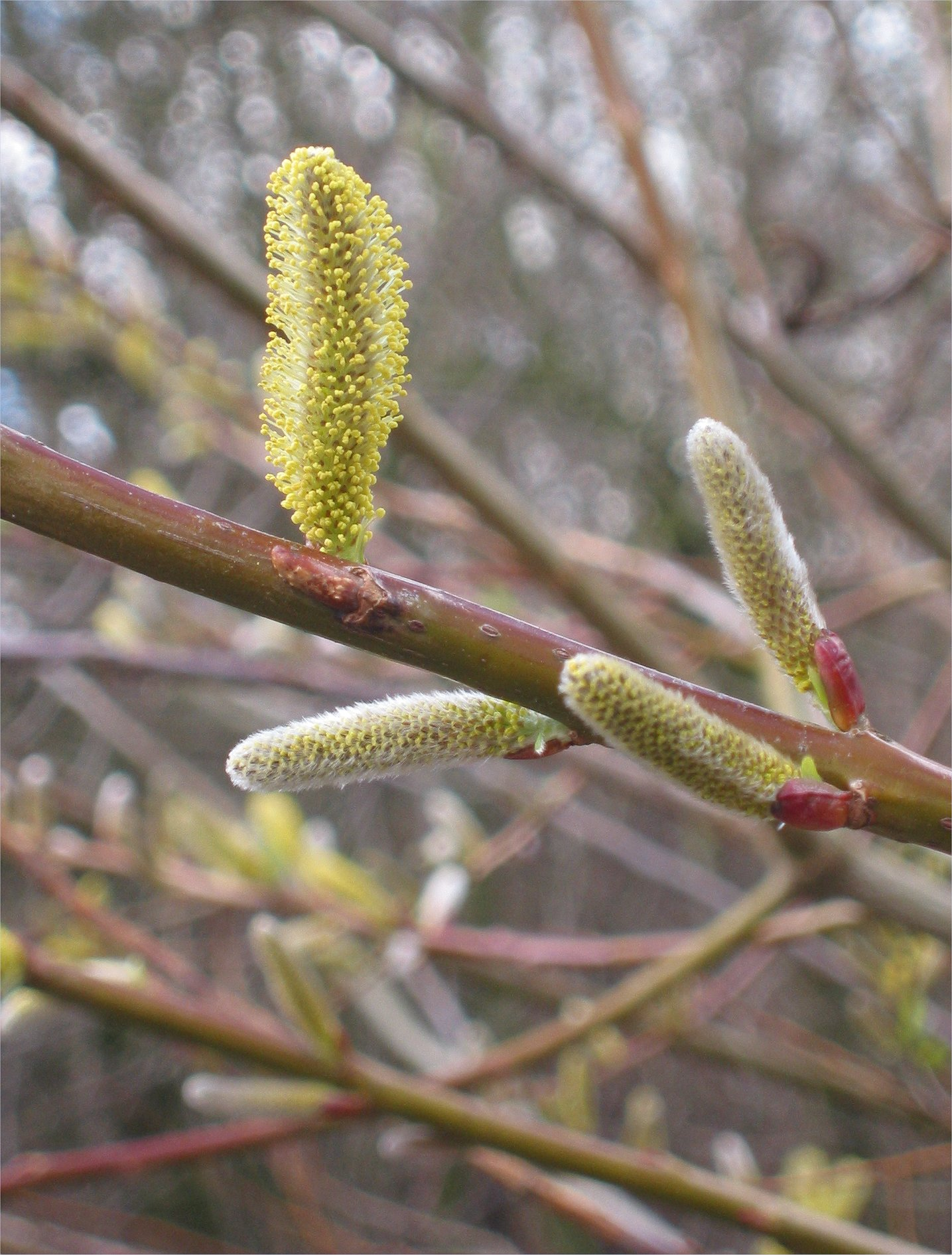
Zweig mit Kätzchen der Drachenweide

Die Amur-Weide (Salix udensis) ist ein Strauch oder kleiner Baum aus der Gattung der Weiden (Salix) mit bis zu 15 Zentimeter langen, beidseitig zugespitzten, lanzettlichen Blattspreiten. Das natürliche Verbreitungsgebiet der Art liegt in Asien. Die Art wird selten, die Sorte 'Sekka' häufig als Zierstrauch verwendet.

## Beschreibung
Die Amur-Weide ist ein bis zu 5 Meter hoher Strauch oder kleiner Baum mit rötlich oder gelblich braunen, glänzenden und anfangs grau behaarten Trieben. Die Laubblätter haben kleine oder gar keine Nebenblätter. Die Blattspreite ist 6 bis 15 Zentimeter lang, lanzettlich bis schmal lanzettlich, an beiden Enden zugespitzt mit leicht umgebogenen Rand. Die Blattoberseite ist glänzend grün, die Unterseite ist bläulich grün und bei jungen Blättern leicht angedrückt behaart.
Als Blütenstände werden 2 bis 4 Zentimeter lange, zylindrische, meist sitzende Kätzchen gebildet. Die Tragblätter sind lanzettlich und am Rand mit langen, weißen Haaren bedeckt. Männliche Blüten haben zwei Staubblätter. Der Fruchtknoten weiblicher Blüten ist gestielt und behaart. Der Griffel und die Narben sind schlank. Die Amur-Weide blüht im Mai. Die Blüten stellen eine hervorragende Bienenweide dar.
Die Chromosomenzahl beträgt 2n = 38.

## Vorkommen und Standortansprüche
Das natürliche Verbreitungsgebiet liegt in Russland in der Republik Sacha, auf Kamtschatka, in der Region Chabarowsk, auf den Kurilen, in der Oblast Magadan, in der Region Primorje und auf Sachalin; in China in den Provinzen Heilongjiang, Jilin und im Osten von Liaoning und in Japan auf den Inseln Hokkaidō, Honshū und Shikoku. Die Amur-Weide wächst in Auen und an Gewässerufern auf mäßig trockenen, frischen bis feuchten, schwach sauren bis neutralen, sandigen Böden an sonnigen Standorten. Die Art ist wärmeliebend und meist frosthart. Das Verbreitungsgebiet wird der Winterhärtezone 5b zugeordnet mit mittleren jährlichen Minimaltemperaturen von −26,0 bis −23,4 °C (−15 bis −10 °F).

## Systematik
Die Amur-Weide (Salix udensis) ist eine Art aus der Gattung der Weiden (Salix) in der Familie der Weidengewächse (Salicaceae). Sie wurde 1856 von Ernst Rudolph von Trautvetter und Carl Anton von Meyer erstmals wissenschaftlich beschrieben. Der Gattungsname Salix stammt aus dem Lateinischen und wurde schon von den Römern für verschiedene Weidenarten verwendet. Ein häufig verwendetes Synonym ist Salix sachalinensis Schmidt.

## Verwendung
Die Amur-Weide wird nur selten als Zierstrauch verwendet.
Die Drachenweide (Sorte Salix udensis 'Sekka') ist ein 3 bis 5 Meter hoher, breiter Strauch mit rötlichen, oft flach gebänderten und bis 5 Zentimeter breiten, gedrehten oder gewundenen Zweigen, die dicht mit silbrigen Kätzchen besetzt sind. Es existieren nur männliche Exemplare. Sie wird häufiger als Zierstrauch gepflanzt.

## Nachweise